# AGANAI-悪の陳腐さについての新たな報告
『AGANAI-悪の陳腐さに関する新たな報告』（英題：Me and the Cult Leader -The Modern Report on the Banality of Evil）は、2020年公開の日本のドキュメンタリー映画。

## 概要
地下鉄サリンガス事件の被害者である監督のさかはらあつしと、アレフ（以前のオウム真理教）の現在の幹部である荒木浩が故郷に旅行しているところを追っている。シェフィールド国際ドキュメンタリー映画祭で世界初公開された。
また2020年ドキュメンタリー映画の世界では最も権威ある国際ドキュメンタリー協会賞（International Documentary Association）のショートリストにアジア映画として唯一選出される。2020年11月1日、Hollywood Reporterが2021年のアカデミー賞ノミネート候補作として紹介した。当初、邦題の副題は「悪の陳腐さに関する新たな報告」であったが、日本公開にあたって変更された。サンディエゴアジアン映画祭、イフラヴァ国際ドキュメンタリー映画祭、アムステルダム国際ドキュメンタリー映画祭、モントリオール国際ドキュメンタリー映画祭、リスボン国際ドキュメンタリー映画祭、イッツオールトゥルー映画祭（ブラジル）ノミネーション、香港国際映画祭 ノミネーション、CPH-DoX、Nippon Connections.に参加した。映画の批評サイトRottenTomatoesでは映画批評家による100%の支持を得ている。これは異例の高評価である。

## 映画祭
| イベント                                 | ロケーション             | イベント開催日                | カテゴリ/注意事項      |
| ---------------------------------------- | ------------------------ | ----------------------------- | ---------------------- |
| シェフィールド国際ドキュメンタリー映画祭 | シェフィールド、英国     | 2020年6月10日-2020年7月10日   | 幽霊と幽霊のストランド |
| サンディエゴアジア映画祭                 | 米国サンディエゴ         | 2020年10月23日-2020年10月30日 |                        |
| イフラヴァ国際ドキュメンタリー映画祭     | イフラヴァ、チェコ共和国 | 2020年10月27日-2020年11月8日  | 星座                   |
| IDFA                                     | オランダ、アムステルダム | 2020年11月16日-2020年12月6日  | ベストオブフェスト     |
| RIDM                                     | カナダ、モントリオール   | 2020年11月19日-2020年11月25日 |                        |
| Doc Lisboa                               | リスボン、ポルトガル     |                               |                        |

この映画は批評家や観客から高い評価を受けました。デイリー・ビーストのニック・シャガーはそれを「掴んで話さない」と呼び、スクリーン・デイリーのリー・マーシャルはそれを「豊かで、考えさせられ、奇妙な影響を与える」と呼んだ。Eye for Filmは、この映画に4つ半の星を付けました。眺めのいい部屋は、映画に5つ星のうち4つ星を与えました。 Asia MoviePulseのPanosKotzathanasisは、それを「素晴らしい...残酷に誠実」と呼んだ。それは、ドキュメンタリーウィークリーを含め、シェフィールドリストで見るために複数のトップ10に含まれていました。